# Luftgau VI
Luftgau VI foi um dos Distritos Aéreos da Luftwaffe, durante a Alemanha Nazi. Foi formado no dia 4 de Fevereiro de 1938, em Münster, e extinto a 2 de Abril de 1945.

## Comandantes
- August Schmidt, 4 de Fevereiro de 1938 - 2 de Abril de 1945[1]
- Ernst Dörffler (interino), 1 de Janeiro de 1944 - 1944[1]